# Sèrie 115 de FGC

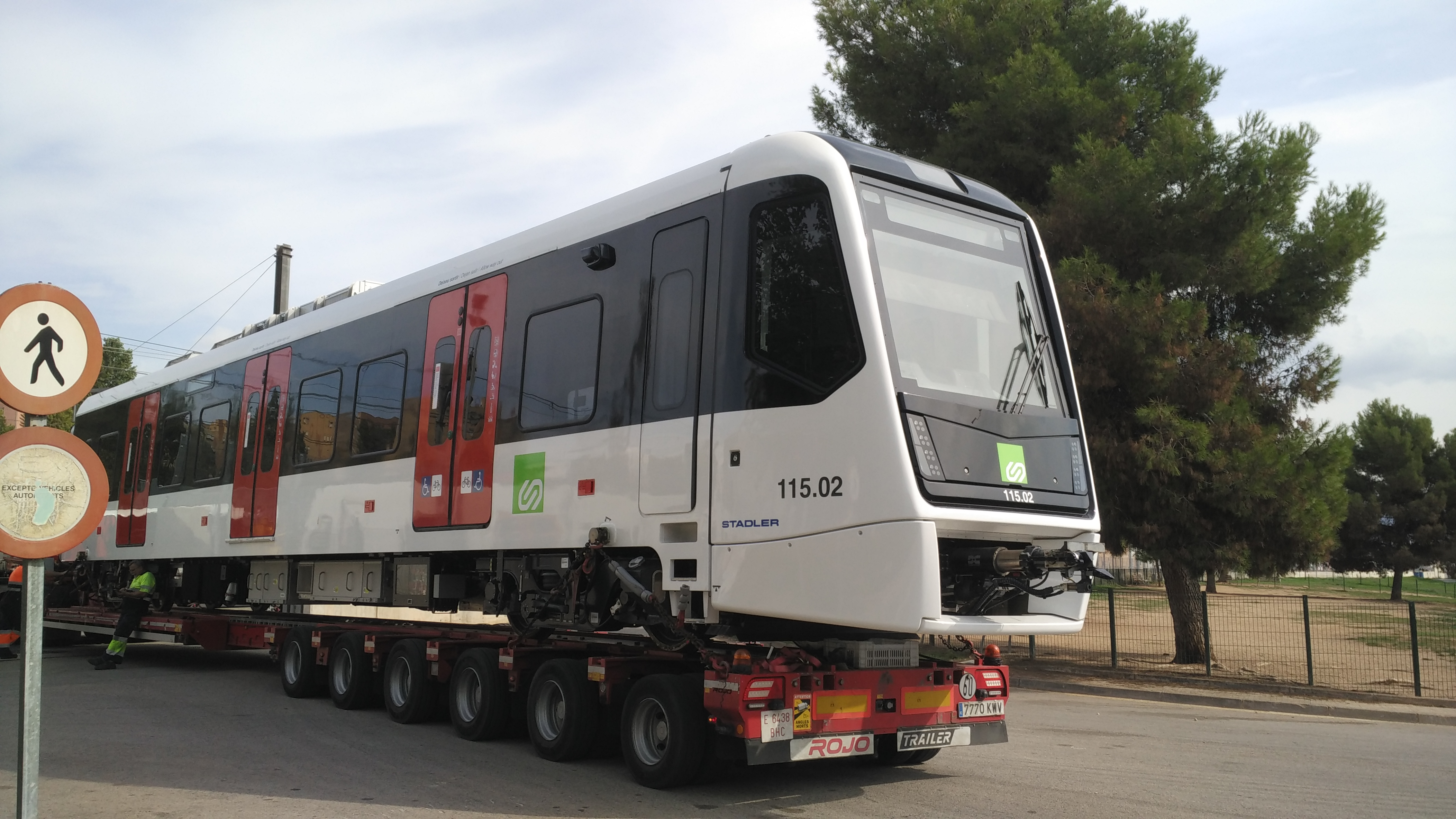
Lliurament del cotxe 115.52 al COR

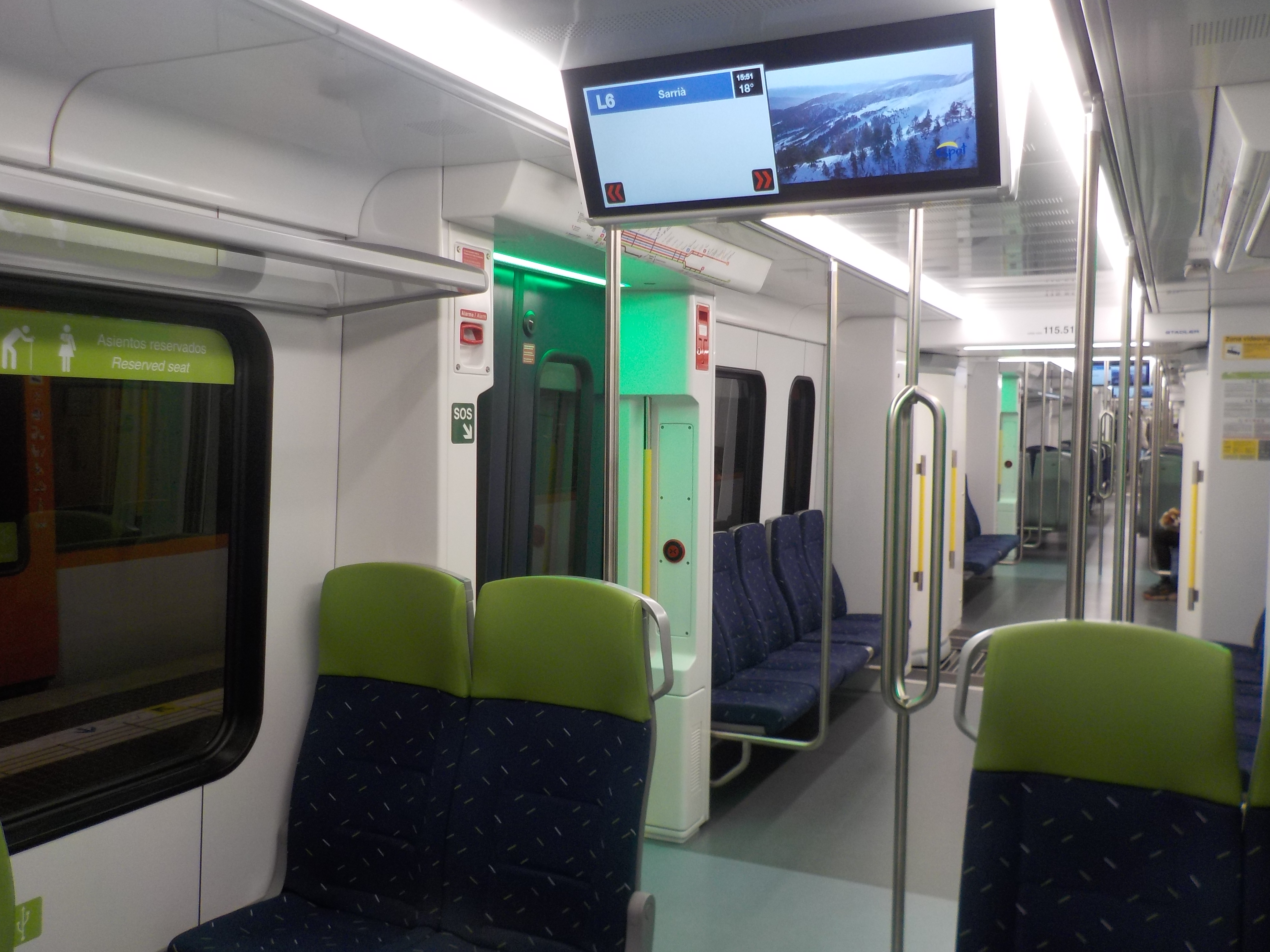
Interior d'una UT115 de FGC, on s'observa una pantalla informativa i el passadís d'interconnexió entre cotxes.

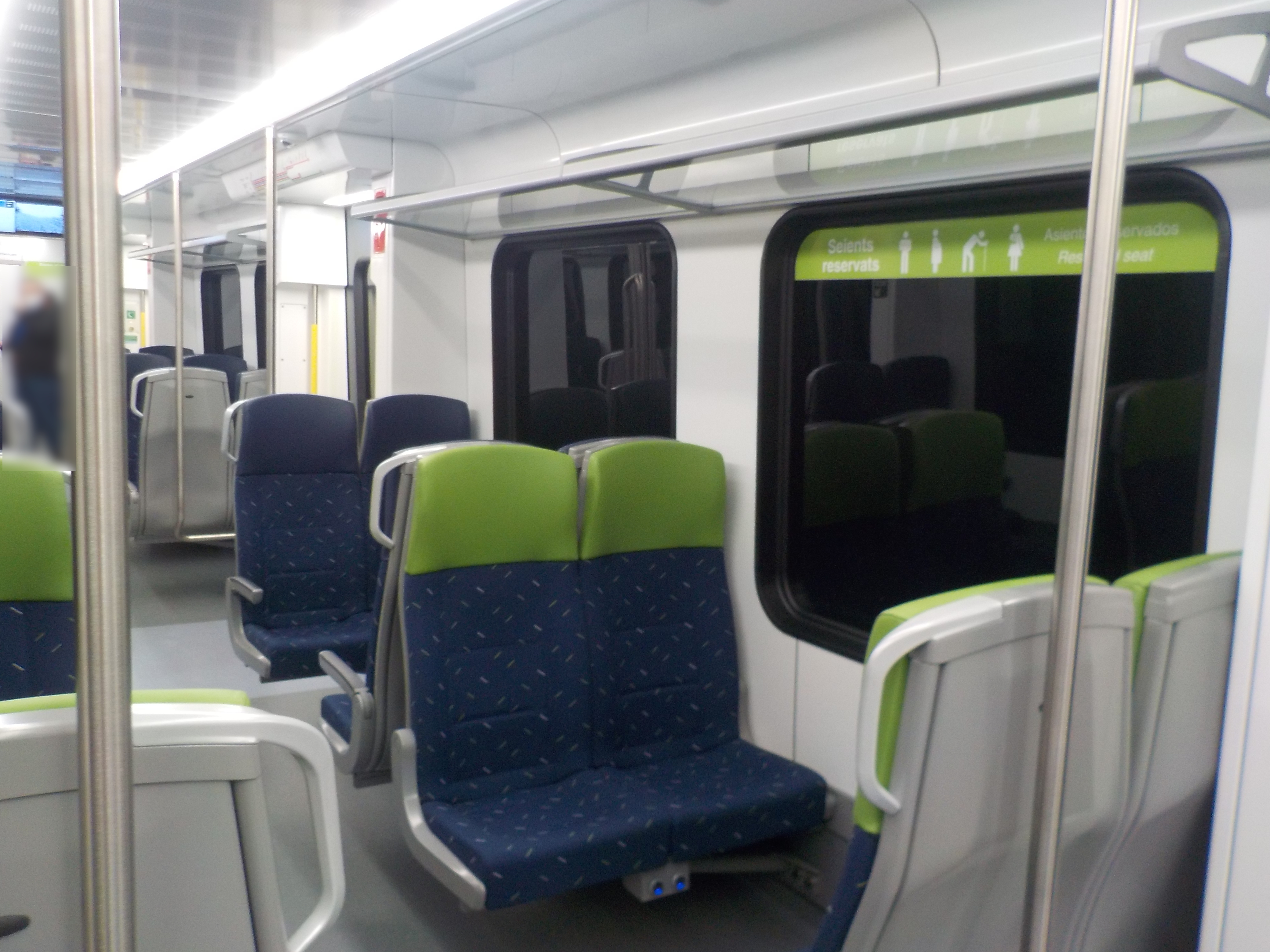
Interior d'una UT 115 d'FGC, on es destaquen els seients en disposició 2+2; noteu el nou esquema verd per als seients reservats i els carregadors USB sota dels seients.

La sèrie 115 de Ferrocarrils de la Generalitat de Catalunya (FGC) estarà formada per 15 unitats de tren (UT) elèctriques, que circularan per la xarxa ferroviària d'ample de vía estàndard coneguda com a línia Barcelona-Vallès. Es van posar en servei entre els anys 2021 i 2022.

## Història

### Antecedents
La posada en servei de les prolongacions de la línia Barcelona-Vallès a Terrassa i Sabadell, entre els anys 2015 i 2016, va suposar la construcció d'autèntiques línies de metro en aquestes dues importants poblacions del Vallès Occidental, que van generar un important augment de la demanda tant interior com suburbana, especialment cap a Barcelona: dels 31,2 milions de viatgers transportats al servei suburbà (Metro del Vallès) l'any 2014, es va passar als 38,8 milions l'any 2018. Ja des del primer moment es van detectar problemes de capacitat als trens, i les previsions d'FGC apuntaven a que aquesta demanda continués augmentant fortament els següents anys. Per tant, es feia palesa la necessitat d'incrementar les freqüències de pas en aquestes línies, que només es podria fer amb l'adquisició de nous trens.
El 2 de setembre de 2016, durant la inauguració del darrer perllongament a Sabadell, el llavors Conseller de Territori i Sostenibilitat va anunciar una inversió d'uns 130 milions d'Euros per a l'adquisició de 15 noves unitats de tren elèctriques, per millorar la freqüència de pas a les línies suburbanes, que en hores punta seran d'un tren cada cinc minuts.

### Contractació i fabricació
El 17 de maig de 2017, FGC va licitar la fabricació d'aquestes UT, amb un pressupost de 128 milions d'Euros sense IVA. Al concurs públic s'hi van presentar tres ofertes:
- La del consorci format per Alstom i CAF, per un import de 109 milions d'Euros.
- La de l'empresa espanyola Patentes Talgo, per import de 96,765 milions d'Euros.
- I la de l'empresa suïssa Stadler Rail, per import de 99,5 milions d'Euros.

El 22 de desembre de 2017 es va adjudicar la construcció a Stadler Rail. Aquesta oferta va obtenir una valoració de 94,78 punts (sobre un màxim de 50 punts de la part econòmica i 50 de la part tècnica), davant dels 92,07 punts de l'oferta de Patentes Talgo i els 86,28 punts de l'oferta d'Alstom i CAF. El contracte de construcció es va signar el 17 de juliol de 2018, amb un termini d'execució de tres anys i mig. Era previst que els trens s'entreguessin entre l'agost de 2020 i l'agost de 2021.
A causa de l'aturada industrial a escala mundial causada per la pandèmia pel COVID-19, el 24 de juliol de 2020 es va modificar el contracte i es van endarrerir les dates d'entrega del material més de mig any. Segons aquesta modificació, era previst que el primer tren es rebés el febrer de 2021 i el darrer el març de 2022. Al final, però, la primera unitat arribà al Centre d'Operacions de Rubí la nit del 29 d'abril de 2021, i es va descarregar l'endemà. La segona unitat va arribar el dia 14 d'octubre del mateix any.

### Proves i posada en servei
El 23 d'octubre de 2021, després de portar ja un temps de proves nocturnes, es van començar a fer les primeres proves diürnes amb la unitat 115.01. Les altres unitats la van anar seguint posteriorment. Finalment, el dilluns 7 de març de 2022 es va fer el primer viatge comercial inaugural amb la unitat 115.05 amb les autoritats a bord; tractant-se d'un S5 semidirecte amb sortida a les 07.56 de Sant Cugat Centre a Barcelona. Tanmateix, FGC es va trobar amb la necessitat de fer alguns ajustaments i per això només va realitzar un trajecte més, concretament un S2 a Sabadell amb sortida a les 08.27 de Plaça de Catalunya, abans de retornar a la base de Rubí. L'endemà, però, es van posar en servei dues unitats més, concretament les 115.04 i 115.06, que van estar en servei comercial durant tota la tarda.

## Característiques tècniques
Aquestes unitats de tren estaran formades per quatre cotxes de dos tipus diferents, formant dos semi-trens simètrics. Estaran construïts amb aliatges d'alumini, tindran una longitud d'uns 80 metres i disposaran d'una cabina de conducció a cada extrem, pas diàfan entre cotxes, podent assolir una velocitat màxima de 90 km/h, com la resta de trens de la línia.